# Missouria
Els missouria o missouri (en la seva pròpia llengua, niúachi, també pronunciat Niutachi) són una tribu d'amerindis dels Estats Units que s'originaren a la regió dels Grans Llacs abans del contacte europeu. La tribu pertany a la divisió chiwere de la família de les llengües sioux occidentals juntament amb les tribus iowa i otoe.
Històricament, la tribu vivia en bandes prop de la desembocadura del riu Grand en la seva confluència amb el riu Missouri; la desembocadura del Missouri en la seva confluència amb el riu Mississippi, i en l'actual comtat de Saline (Missouri). Des de la deportació, avui viuen principalment a Oklahoma.

## Nom
Els colons francesos adoptaven una forma del nom illinois per al poble: Wimihsoorita. Llur nom volia dir "aquell que té canoes". En la seva pròpia llengua, els missouria s'anomenaven Niúachi, també pronunciat Niutachi, que vol dir "gent de la boca del riu." Els osage els anomenaven Waçux¢a, i els quapaw els anomanaven Wa-ju'-xd¢ǎ.
L'estat de Missouri i el riu Missouri es nomenen per la tribu.

## Història

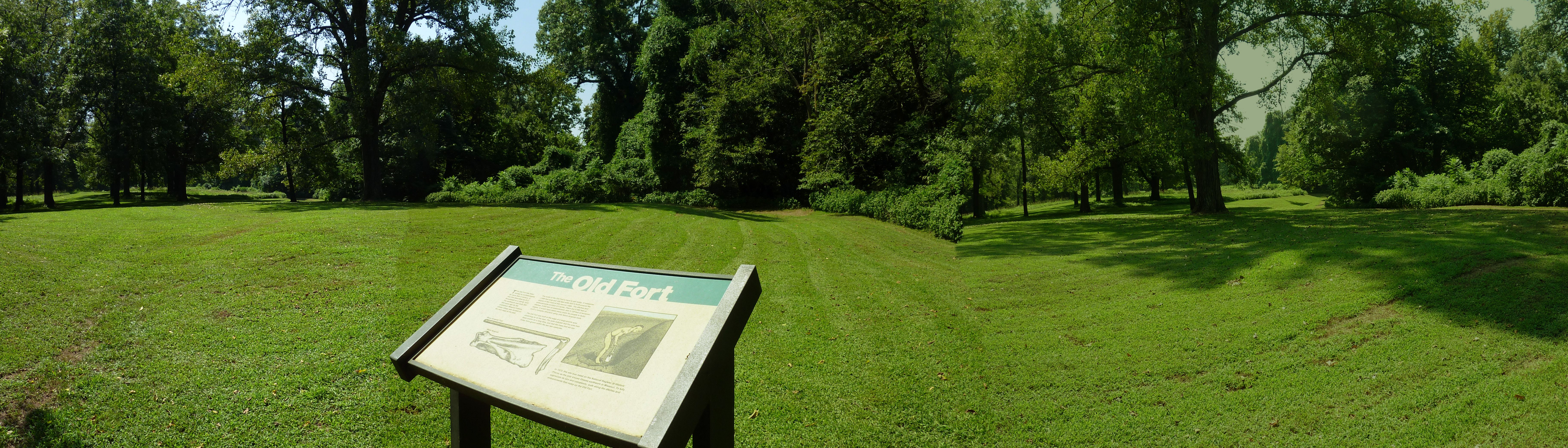
Recordatori d'un fort missouria al Parc Estatal Van Meter

La història oral de la tribu diu que antigament vivien al nord dels Grans Llacs. Van començar a emigrar al sud al segle xvi. En 1600 els missouria vivien prop de la confluència dels rius Grand i Missouri, on es van establir en el segle xviii. La seva tradició diu que es van separar de la tribu otoe, que pertany a la mateixa branca chiwere de la llengua sioux, a causa d'una història d'amor entre els fills de dos caps tribals.
El segle xvii va portar dificultats als missouria. Els sauk i fox els van atacar amb freqüència. La seva societat fou pertorbada per les morts per epidèmies de verola i altres malalties infeccioses d'Euràsia que van arribar amb el contacte amb els europeus. L'explorador francès Jacques Marquette contactà amb la tribu en 1673 i va aplanar el camí per al comerç amb els francesos.
Els sauk van organitzar un atac devastador contra els missouria en 1730, matant centenars de persones. Els missouria emigraren a l'oest del riu Missouri en territori osage. Durant aquest temps van adquirir cavalls i caçaren búfals. L'explorador francès Étienne de Veniard va visitar el poble a principis dels anys 1720. Es va casar amb la filla d'un cap missouria. Es van instal·lar a prop, i Veniard hi va crear aliances. Va construir Fort Orleans en 1723 com un lloc comercial prop de l'actual Brunswick (Missouri). Va estar ocupat fins a 1726.
Un atac de la tribu fox gairebé va destruir els missouria. La majoria dels supervivents es van reunir amb els otoe, mentre que alguns es van unir als osage i kanza. Després d'un brot de verola en 1829 van sobreviure menys de 100 missouria i tots ells es va unir el Otoe.
Van signar tractats amb el govern dels Estats Units en 1830 i 1854 per cedir les seves terres a Missouri. Foren recol·locats a la reserva Otoe-Missouria, creada al riu Big Blue a la frontera de Kansas-Nebraska. Els EUA van pressionar les dues tribus en cedir més terres en 1876 i 1881.
El 1880 les tribus es van dividir en dues faccions, els Coiots, que eren tradicionalistes, i els quàquers, assimilacionistes. Els Coiot es va instal·lar a la Reserva Iowa en Territori Indi. Els quàquers van negociar una petita reserva separada en Territori Indi. En 1890 més de la banda Coiot es van reincorporar als quàquers en la seva reserva. Sota la Llei de Dawes 1.907 membres de les tribus van ser registrats i se'ls assignaren parcel·les individuals de terra per famílies. Els EUA declararen qualsevol excés de terra comunal de la tribu com a "excedent" i la va vendre a colons europeuamericans. La tribu es va fusionar després amb la tribu otoe.
La Llei de Curtis requeria la dissolució de les corts i governs tribals per tal d'assimilar-los i preparar el territori per a l'estatitat, però la tribu creà el seu propi sistema de tribunals en 1900. Els missouria eren principalment agricultors de principis del segle xx. Després que es va descobrir petroli a les seves terres el 1912, el govern dels Estats Units va obligar a molts de la tribu a deixar les seves parcel·les.

## Població
Segons l'etnograf James Mooney, la població de la tribu era de 200 famílies el 1702; 1000 persones el 1780; 300 el 1805; 80 el 1829, quan marxaren a viure amb els otoe; i 13 el 1910; des d'aleshores no es diferencien dels otoe.

## Actualment
Els missouria són membres de la tribu reconeguda federalment Tribu Otoe-Missouria, amb base a Red Rock, Oklahoma.